# Torneo WTA de Kuala Lumpur 2014
El  BMW Malaysian Open 2014 es el torneo de tenis de la mujer juega en canchas duras al aire libre. Será la quinta edición del BMW Malaysian Open y es un torneo internacional en el WTA Tour 2014. El torneo se llevará a cabo del 14 al 20 de abril en el Club de Golf Royal Selangor. Este torneo se había interrumpido, pero fue reiniciado cuando los derechos fueron comprados fuera del torneo en Palermo, Italia.

## Cabezas de serie

### Individuales femeninos
| Tenista                  | Ranking | Preclasificada |
| Dominika Cibulková       | 10      | 1              |
| Venus Williams           | 32      | 2              |
| Zhang Shuai              | 46      | 3              |
| Karolína Plíšková        | 67      | 4              |
| Patricia Mayr-Achleitner | 81      | 5              |
| Kimiko Date-Krumm        | 83      | 6              |
| Zarina Diyas             | 93      | 7              |
| Donna Vekić              | 95      | 8              |

### Dobles femeninos
| Tenista                         | Ranking | Preclasificada |
| Tímea Babos Chan Hao-ching      | 59      | 1              |
| Darija Jurak Megan Moulton-Levy | 101     | 2              |
| Jarmila Gajdošová Hsieh Su-wei  | 108     | 3              |
| Chan Yung-jan Zheng Saisai      | 142     | 4              |

## Campeonas

### Individuales femeninos
Donna Vekić venció a  Dominika Cibulková por 5-7, 7-5, 7-6(4)

### Dobles femenino
Tímea Babos /  Chan Hao-ching vencieron a  Chan Yung-jan /  Zheng Saisai por 6-3, 6-4